# 刀海龍屬
刀海龍屬，為輻鰭魚綱棘背魚目海龍科的其中一屬。

## 下属物种
- 斗氏刀海龍（Solegnathus dunckeri）
- 哈氏刀海龍（Solegnathus hardwickii）：又稱哈氏柄頜海龍。
- 黑斑刀海龍（Solegnathus lettiensis）
- 強壯刀海龍（Solegnathus robustus）
- 棘刀海龍（Solegnathus spinosissimus）